# Ibn Hixam
Abu-Muhàmmad Abd-al-Màlik ibn Hixam (àrab: أبو محمد عبدالمالك بن هشام, Abū Muḥammad ʿAbd al-Mālik b. Hixām), més conegut simplement com a Ibn Hixam (mort en 833), va ser un filòleg i historiador àrab i qui va editar la primera i més important biografia del profeta Muhàmmad, escrita per Ibn Ishaq. L'obra d'aquest darrer s'ha perdut i avui dia només és coneguda en les recensions d'at-Tabarí i del mateix Ibm Hixam.
Ibn Hixam va créixer a Bàssora, a l'actual Iraq, però es va traslladar més tard a Egipte on es va guanyar un nom com a gramàtic i estudiós de la llengua i la història àrabs.
Les seves obres importants són la biografia del profeta Muhàmmad, As-sira an-nabawiyya, i un treball sobre les antiguitats del sud d'Aràbia, Kitab at-tijan li-marifat muluk az-zaman.